# Беларусь на «Евровидении-2010»
Беларусь на конкурсе Евровидение 2010 представила группа «3+2» с песней «Butterflies» (Бабочки), написанной Максимом Фадеевым.
В 2010 году представителя впервые выбирали не зрители.
Всего в Белтелерадиокомпанию поступило 40 заявок (Россия, Польша, Чехия, Ирландия, Испания, Исландия, Австралия и др.). Многие белорусские артисты отбор на «Евровидение» проигнорировали.Больше всего (12) баллов в 2010 году им дала  Грузия.

## Номер для выступления
Номер ставил российский режиссёр Андрис Лиепа.

## Евровидение
Группа 3+2 выступила в первом полуфинале, где заняла 9 место и прошла в финал. В финале представители Беларуси выступили под 9 номером и с 18 баллами заняли предпоследнее, 24 место, обойдя только Великобританию.
Результаты голосования в Беларуси объявлял олимпийский чемпион по фристайлу Алексей Гришин.
В финальном туре белорусы отдали баллы следующим участникам:
| Страна      | Баллы |
| ----------- | ----- |
| Россия      | 12    |
| Украина     | 10    |
| Израиль     | 8     |
| Грузия      | 7     |
| Азербайджан | 6     |
| Армения     | 5     |
| Молдова     | 4     |
| Турция      | 3     |
| Исландия    | 2     |
| Румыния     | 1     |